# 山海情
《山海情》原名《闽宁镇》，是中国大陆现代农村题材电视剧，导演孔笙、孙墨龙，主演黄轩、热依扎。2021年1月12日起在五大卫视（浙江、北京、东方、东南、宁夏）上星以及腾讯视频、优酷、爱奇艺同步播出。台灣由LiTV 線上影視同步播出。

## 剧情
《山海情》讲述了宁夏回族自治区西海固人民群众在中国共产党的扶贫政策和福建省的对口支援下逐步脱离贫困走向小康生活的故事，拍摄地即在闽宁镇。

## 演员表

### 宁夏人物
| 演员               | 角色           | 介绍 |
| 黄轩               | 马得福         | 基层干部，从农校毕业的第一件事就是追回家乡涌泉村里“逃跑”的吊庄户。从苦口婆心地劝返吊庄户、帮助村民完成“吊庄移民”工作，到软磨硬泡给移民村通电，再到之后东西协作扶贫政策出台后，带领村民们共同走上致富的康庄大道。                                                                                           |
| 张嘉益             | 马喊水         | 马得福、马得宝兄弟俩的父亲，涌泉村的村长，满嘴胡须，处处透漏着农民的憨厚与痞劲儿。他精明能干，勤劳有智慧，经历着发展，心系乡土，处处为自己的村里人着想，为家乡做贡献，因此村里人都敬重他，但忠实于传统。在儿子马得福的鼓励下，他当上村里的代理书记，和县里的领导一起协商村民移民吊庄，带头踏上了移民之路。 |
| 陶红               | 得福妈         | 土生土长的农民，马喊水妻子，马得福、马得宝兄弟俩的母亲。在小家中稳定关系，在大家中无私奉献。她朴实无华，是一位有想法有坚守的优秀女性。是宁夏西海固地区的开荒人，和众人不断克服困难，将飞沙走石的“干沙滩”建设成寸土寸金的“金沙滩”。                                                                         |
| 白宇帆 童年:马柏全 | 马得宝         | 马得福的弟弟，是几个小伙伴中的领导者，年轻气盛有勇有谋，从策划逃村时给小伙伴们清晰地分工。挨着父亲的鞭子仍喊着“想要走出去”，他与麦苗一家在移民新区重逢时有条不紊地忙前忙后，再到带着丢了工作的小伙伴进城谋职时的坚定果断，他身上都透露出超越年龄的担当与智慧，在闽宁镇建设中起到了先锋带头作用。           |
| 邹元清             | 马得花         | 马得福的妹妹。 |
| 热依扎             | 李水花         | 从小与马得福青梅竹马，情投意合。父亲因为一头驴、两只羊、两笼鸡的彩礼就把她“卖”到邻村。她内心坚定乐观，永远笑对生活和未知，不愿意认命的她选择坐火车出逃反抗命运。她在福建教授凌一农的帮助下，在自家庭院里种起了双孢菇。在闽宁镇建设中浇灌希望，追寻光芒。第20集担任金灘村妇女主任。                         |
| 张优               | 安永富         | 邻村苦水村村民，李水花結婚对象。 |
| 祖峰               | 白崇礼         | 教书育人的白校长，憨厚朴实，雖有热情、用心良苦，以及无奈和不被理解的痛苦，但他一生为教育事业做贡献，坚守着自己教书育人的事业。他是一位来到宁夏西海固地区支教的老师，他已经扎根于涌泉村了，和西海固的人口音虽然略有不同，但早已把那里当成了自己的家，并且在那里娶妻生子，似乎成为地地道道的涌泉村人了。     |
| 黄尧               | 白麦苗         | 白校长的女儿，因为母亲早逝，她对父亲心存隔阂，从小脾气有些古怪，跟得宝、水旺、尕娃一起长大。她天资聪颖，直言快语，内心好强不服输，敢于走出去，愿意尝试新的生活方式，想要靠自己勤劳的双手开创新世界。她积极响应国家政策，到福建莆田打工，她在工作中帮助同乡姐妹们，且细心努力，成为厂里女工中的先进典范。   |
| 郭飞歌             | 白麦苗（少年） | |
| 尤勇智             | 李大有         | 涌泉村的吊庄困难户，深谙农村风土人情。从带着首批吊村户逃跑开始，在听说自己被定性为扰乱政策后，总在马得福面前“耍赖”喊着“不去不去就不去”，面在移民新区面对通电困难时，总煽风点火。他有农民的狡猾和小自私，让马得福发了不少难。作为村里长辈代表性人物的大有叔，成为了移民区每项工作中最大的“刺头”。           |
| 姜冠南             | 李水旺         | 李大有儿子。 |
| 赵千紫             | 马秋水         | 马喊水的妹妹，马得福、马得宝兄弟俩的姑姑，尕娃的母亲。 |
| 李金江             | 杨尕娃         | 马得福、马得宝兄弟俩的表弟。和马得宝、李水旺、白麦苗是青梅竹马一起長大的好朋友。 |
| 张浩               | 马拴闷         | 涌泉村的吊庄户，第20集担任金灘村主任。 |
| 焦鹏               | 李五蹲         | 涌泉村的吊庄户，第20集担任金灘村治安主任。 |
| 马波               | 李杨三         | 涌泉村的吊庄户，第20集担任金灘村村支书。 |
|                    | 安万升         | 第20集担任金灘村団支部书记。 |
|                    | 杨柏青         | 第20集担任金灘村会计。 |
| 王莎莎             | 秀儿           | 邻村苦水村村民，李水花嫁過去之後和她成為好友，後來移民去金灘村。 |
| 韩丹彤             | 娟子           | 金灘村辦公室得福的助手。帶领第一批宁夏女工一起去福建莆田。 |
| 鲁照华             | 张一娟         | 麦苗一起去福建莆田的室友。 |
| 郎月婷             | 马秋红         | 麦苗一起去福建莆田的室友。 |
| 闫妮               | 杨县长         | 脚踏实地，霸气果敢，敢为人先的当地县长。她是一方百姓的“主心骨”，看着村民们蘑菇滞销，努力帮菇民解决蘑菇滞销问题。在夸奖和肯定了福建来的科学家的辛勤工作和作风时，也批评了自己的干部欺下瞒上、弄虚作假、大搞形式主义的腐朽作风。她以雷厉风行的工作作风，在闽宁镇各个发展阶段中起到了推动作用。               |
| 胡明               | 张树成         | 海吉县吊庄移民办公室主任。第19集重回到闽宁镇兼任镇书记。 |
| 王凯               | 潘书记         | 县委书记，对待工作严肃，有决心，能逐一解决闽宁镇出现的大小问题。他杀伐果断，面对闽宁镇的不作风，以及优柔寡断、无作为的干部，直接免职，並对闽宁镇的领导班子进行调整，全力支持马得福。在闽宁镇建设过程中激浊扬清，稳定建设发展方向。第20集才出現。                                                           |
| 冯晖               | 高书记         | 金灘村缺水時幫忙的书记。 |
| 柴碧云             | 高青峽         | 马得福妻子，高书记女儿。第19集才出現。 |
| 吴优               | 立仓           | |
| 尚铁龙             | 李老支书       | |
| 罗京民             | 李老太爷       | |
| 谭希和             | 谭书记         | |
| 张晓谦             | 高秘书         | 麻县长秘书。 |

### 福建人物
| 演员   | 角色   | 介绍 |
| 黄觉   | 凌一农 | 科研专家，福建援助宁夏的菌草专家。他在教农民种植蘑菇的时候，村民们同甘共苦，他的所言所行，为了让农民相信，种蘑菇可以赚钱，亲自守在大棚里。还帮助农民寻找销售渠道，亲自带着马得宝到城里卖蘑菇，寻找销路。面对压榨农民的收购商，他选择了自己出钱补助农民的差价。一心为农，他的行为让农民动容。           |
| 吴金鑫 | 黄展旗 | 凌教授助手。 |
| 郭京飞 | 陈金山 | 从福建派来的干部，在闽宁村的脱贫工作中，推进了劳务输出、发展庭院经济等政策。先是联络了自己在福建的企业家朋友，计划把闽宁村剩余劳动力输出到福建，并召开宣传动员会，鼓励大家外出福建挣钱，同时专门成立驻当地的办事处，为麦苗和村里的姐妹们解决了后顾之忧。他圆满完成在宁夏的两年基层工作，悄悄返回福建。 |
| 姚晨   | 吴月娟 | 宁夏西海固地区扶贫干部，在福建对口宁夏开展一系列帮抚工作。在陈金山的就职会上提出「坡改梯、马铃薯生产、井窖工程、劳务输出」等建議。在她和陈金山的努力下，西海固的青年以「劳务输出」的方式去福建工作，生活改善了许多。                                                                                   |
| 白宇   | 丁世俊 | 来自福建省的一名宣传干事，在宁夏女工们劳务输出至福建的时候帮助女工们更快地融入当地的生活和工作。他与白麦苗在舞厅初遇，就对白麦苗印象深刻，后来指导白麦苗，亦师亦友，甚至在白麦苗眼中，他言谈举止，頗像其父亲白校長。他有阅历、有职场经验、有学识，是麦苗通往新世界的“桥梁”。                           |
| 江奇霖 | 郭闽航 | 来自福建的支教老師。 |
| 周放   | 杨明珍 | 電子厂車間生產流水線主任。 |

## 制作
《山海情》是国家广播电视总局庆祝中国共产党成立100周年电视剧展播剧目，原劇名是《闽宁镇》。
2022年该剧推出阿拉伯语版。

## 奖项
| 年份 | 提名者                         | 奖项               | 分类                   | 是否得奖 | 备注  |
| ---- | ------------------------------ | ------------------ | ---------------------- | -------- | ----- |
| 2021 | 《山海情》                     | 第27届上海电视节   | 最佳中国电视剧         | 獲獎     | [ 7 ] |
| 2021 | 孔笙、孙墨龙                   | 第27届上海电视节   | 最佳导演               | 提名     | [ 7 ] |
| 2021 | 王三毛、未夕、小倔、磊子、列那 | 第27届上海电视节   | 最佳编剧（原创）       | 提名     | [ 7 ] |
| 2021 | 黄轩                           | 第27届上海电视节   | 最佳男主角             | 提名     | [ 7 ] |
| 2021 | 热依扎                         | 第27届上海电视节   | 最佳女主角             | 提名     | [ 7 ] |
| 2021 | 尤勇智                         | 第27届上海电视节   | 最佳男配角             | 獲獎     | [ 7 ] |
| 2021 | 张嘉益                         | 第27届上海电视节   | 最佳男配角             | 提名     | [ 7 ] |
| 2021 | 黄尧                           | 第27届上海电视节   | 最佳女配角             | 獲獎     | [ 7 ] |
| 2021 | 杨振宇                         | 第27届上海电视节   | 最佳摄影               | 獲獎     | [ 7 ] |
| 2021 |                                | 第27届上海电视节   | 最佳美术               | 提名     | [ 7 ] |
| 2021 | 黄轩                           | 第27届上海电视节   | 中国电视剧海外推广大使 | 獲獎     | [ 7 ] |
| 2022 | 《山海情》                     | 第33届电视剧飞天奖 | 优秀电视剧奖           | 獲獎     | [ 8 ] |
| 2022 | 《山海情》编剧团队             | 第33届电视剧飞天奖 | 优秀编剧奖             | 獲獎     | [ 8 ] |
| 2022 | 热依扎                         | 第33届电视剧飞天奖 | 优秀女演员奖           | 獲獎     | [ 8 ] |
| 2022 | 孔笙、孙墨龙                   | 第33届电视剧飞天奖 | 优秀导演奖             | 提名     | [ 8 ] |
| 2022 | 黄轩                           | 第33届电视剧飞天奖 | 优秀男演员奖           | 提名     | [ 8 ] |

- 第32届华鼎奖“2020—2021中国电视剧满意度调查百强榜单”第2位
- 第32屆華鼎獎─全國觀眾最喜愛十佳演員：熱依扎（提名）、中國百強電視劇最佳男配角：黃覺、尤勇智（提名）、中國百強電視劇最佳女配角：黃堯（提名）、中國百強電視劇最佳新銳演員：白宇帆（提名）、中國百強電視劇最佳編劇（提名）、中國百強電視劇最佳導演（提名）、中國百強電視劇最佳歌曲（提名）
- 2021年微博电视剧大赏年度年代剧（提名）

## 备注
1. ↑  本剧分为两个版本播出：浙江卫视、北京卫视、东方卫视首播版本为普通话配音版本；宁夏卫视与东南卫视（也是片中主要涉及省份）首播版本为原声（方言）版本。网络平台同时提供两个版本的播放。